# 뇨꽌현
뇨꽌현(베트남어: Huyện Nho Quan / 縣儒關 유관현)은 베트남 닌빈성에 있는 현이다.  면적은 460km2, 인구는 2006년을 기준으로 145,186명이다.

## 행정 구역
자비엔현은 1시진(市鎭) 26사(社)를 관할한다. 현청 소재지는 뇨꽌 시진이다.

### 시진
- 뇨꽌 시진(Thị trấn Nho Quan, 儒關 市鎭) - 현청 소재지

### 사
- 꾹프엉 사 (Xã Cúc Phương, 菊芳社)
- 동퐁 사 (Xã Đồng Phong, 同豊社)
- 득롱 사 (Xã Đức Long, 德隆社)
- 자럼 사 (Xã Gia Lâm, 嘉林社)
- 자선 사 (Xã Gia Sơn, 嘉山社)
- 자투이 사 (Xã Gia Thủy, 嘉水社)
- 자뜨엉 사 (Xã Gia Tường, 嘉祥社)
- 끼푸 사 (Xã Kỳ Phú, 岐富社)
- 꽝락사 (Xã Quảng Lạc, 廣樂社)
- 꾸인러우 사 (Xã Quỳnh Lưu, 瓊瑠社)
- 선하 사 (Xã Sơn Hà, 山河社)
- 선라이 사 (Xã Sơn Lai, 山萊社)
- 선타인 사 (Xã Sơn Thành, 山城社)
- 탁빈사 (Xã Thạch Bình, 石平社)
- 타인락 사 (Xã Thanh Lạc, 淸東社)
- 트엉화 사 (Xã Thượng Hòa, 上和社)
- 반퐁 사 (Xã Văn Phong, 文豊社)
- 반푸 사 (Xã Văn Phú, 文富社)
- 반프엉 사 (Xã Văn Phương, 文芳社)
- 씩토 사 (Xã Xích Thổ, 赤土社)
- 옌꽝 사 (Xã Yên Quang, 安光社)
- 푸선 사 (Xã Phú Sơn)
- 푸록 사 (Xã Phú Lộc)
- 푸롱 사 (Xã Phú Long)
- 랑퐁 사 (Xã Lạng Phong)
- 락번 사 (Xã Lạc Vân)

## 관광
- 꾹프엉 국립공원
- 동쯔엉호
- 쩌우선 성모 수도원